# Montanaro
Pour les articles homonymes, voir Montanaro (homonymie).
Montanaro est une commune italienne de la ville métropolitaine de Turin, dans la région Piémont.

## Transport
La commune est traversée par la ligne de Chivasso à Aoste, la gare de Montanaro est desservie par des trains régionaux (R) Trenitalia.

## Administration
| Période                            | Période  | Identité         | Étiquette                        | Qualité |
| ---------------------------------- | -------- | ---------------- | -------------------------------- | ------- |
| 26 mai 2014 (réélu le 27 mai 2019) | En cours | Giovanni Ponchia | liste civique Salviamo Montanaro |         |

### Communes limitrophes
Caluso, Foglizzo, San Benigno Canavese, Chivasso.

## Personnalités liées à Montanaro
- Walter Fillak (1920-1945), résistant.

## Culture locale et patrimoine

### Lieux et monuments
- Château de Montanaro.

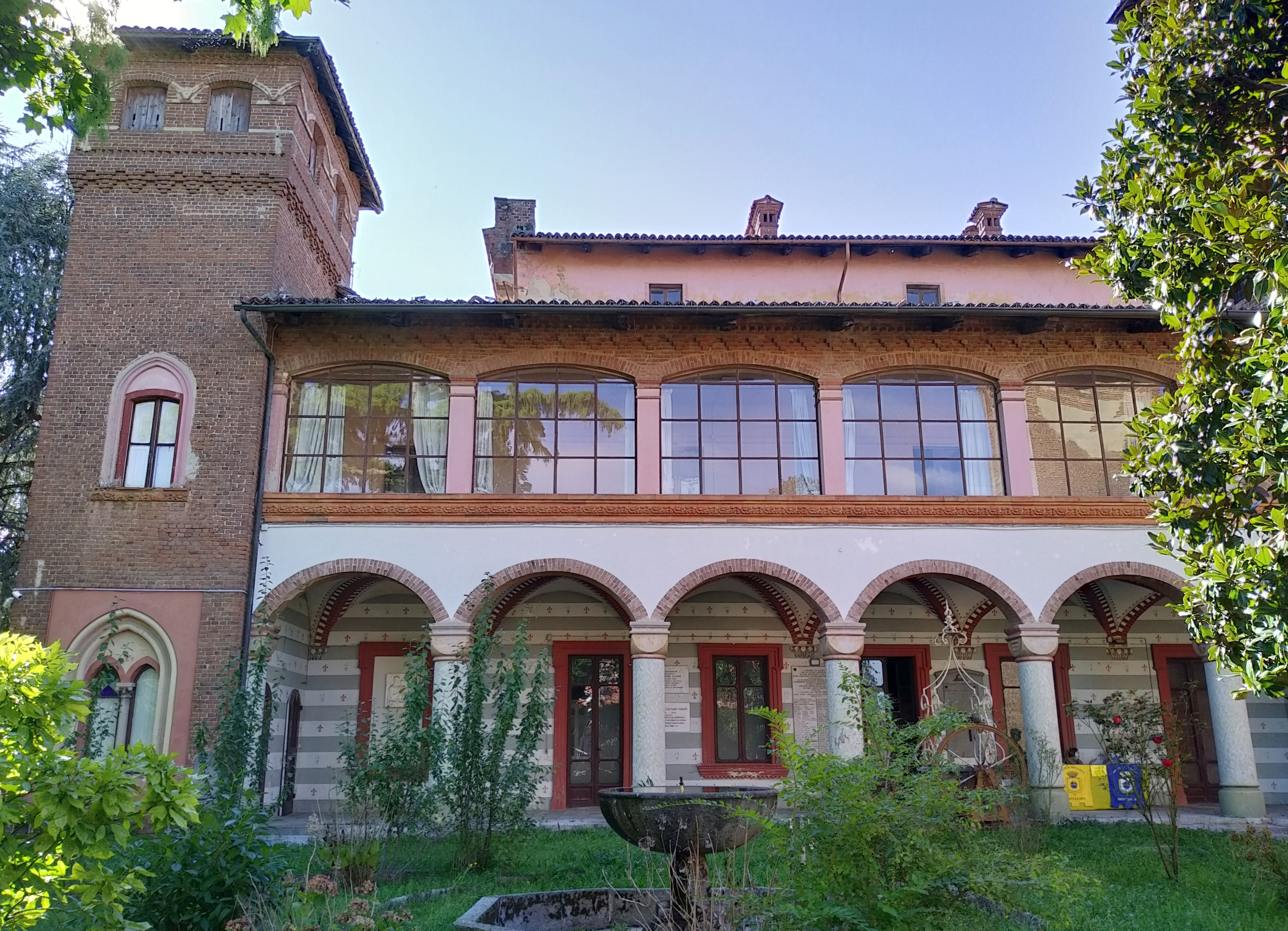
Le château de Montanaro.
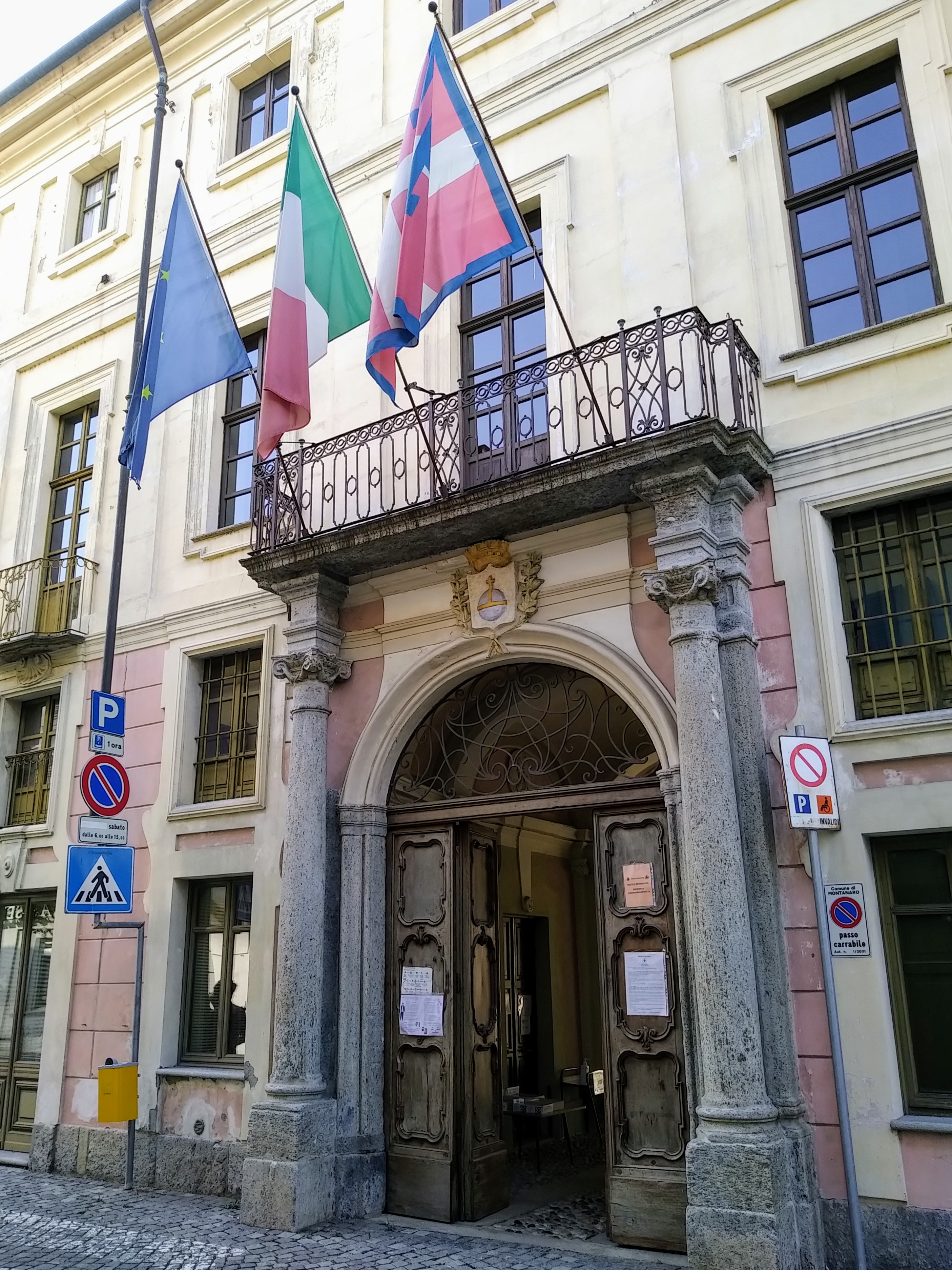
L'hôtel de ville.